# Командно-адміністративна система
Кома́ндно-адміністрати́вна систе́ма — спосіб організації суспільних відносин, для якого характерні:
1. суворий централізм господарського життя на базі державної власності;
2. використання позаекономічних, ідеологічних методів управління;
3. панування партійно-державної бюрократії за відсутності реальної свободи і справжньої демократії.

Термін з'явився в період перебудови і швидко став популярним. Його вперше застосував Г. Х. Попов у своїй статті «З точки зору економіста» («Наука и жизнь» № 4 / 1987). У ній він досліджував стан і розвиток планової економіки СРСР на основі аналізу роману Олександра Бека «Нове призначення»
вся економічна діяльність у командно-адміністративній економіці регулюється державою. Вона вирішує, які потреби в наш час[коли?] є найважливішими і підлягають першочерговому задоволенню. На цій основі планується рівень виробництва валового національного продукту та необхідні для цього ресурси. Визначаються завдання у формі директивного плану господарським суб'єктам: міністерствам, підприємствам та іншим виробникам. План, як правило, включає обсяг і асортимент продукції, рівень цін і способи розподілу доходів. З боку держави здійснювався суворий контроль за виконанням планів, за використанням ресурсів та розподілом доходів. Ринковим відносинам тут відводилось незначне місце і вони здебільшого мали формальний характер.
Централізована економіка принципово відрізняється від ринкової системи.
По-перше, в ній мала місце сувора централізація в розподілі ресурсів і результатів виробництва. Якщо в умовах ринкової економіки ресурси розподіляються головним чином через ринковий механізм взаємовідносин споживачів і виробників, то в командній економіці цю роль виконує держава. Державними органами розподіляються і вироблені товари.
По-друге, мала місце абсолютизація державної власності. Державна власність становила понад 90 відсотків. Треба відзначити, що одержавленість стосувалася і недержавної власності. Формально колгоспно-кооперативна власність вважалася колективною, а фактично нею розпоряджалися державні органи, вони визначали де, коли, скільки і чого треба сіяти, коли збирати. Держава була єдиним покупцем сільськогосподарської продукції, яка реалізувалася за державними цінами.
По-третє, фактично не допускалося приватне підприємництво. Всю організацію виробництва взяла на себе держава. У деяких країнах підприємництво дозволялось, але в незначних розмірах. Усі економічні ресурси були монополізовані державою. Ефективність виробництва була низькою, оскільки не було зацікавленості працівників у її підвищенні.
Позитивним у командно-адміністративній економіці можна вважати те, що шляхом концентрації зусиль на конкретних напрямах командно-адміністративна система могла забезпечити досягнення поставлених цілей і досягти високого рівня, наприклад, у галузі космонавтики, ядерного озброєння та деяких інших напрямах діяльності. Тривалий час забезпечувалася стабільність розвитку економіки, зростання доходів населення. Кожному Гарантувалася робота, хоч не завжди нормальною була оплата.
Але тоталітарна система виключала можливість існування приватної власності на економічні ресурси, наймання робочої сили. Усіма ресурсами розпоряджався державний апарат.
Панівні форми господарювання гальмували підвищення ефективності виробництва, не було стимулів до економії. Зростання виробничих можливостей мало місце тоді, коли були наявні фактори екстенсивного зростання, тобто була можливість залучення у виробництво нових ресурсів. Але потенціал екстенсивного зростання був обмежений. Мало місце соціальне утриманство. Оплачувалася будь-яка діяльність. Історичний досвід показав обмеженість цієї системи.